# Insidious 2
Insidious 2 je americký filmový horor režiséra Jamese Wana z roku 2013, navazující na předchozí snímek Insidious (2010).

## Děj
Rodina Lambertových se na chvíli přestěhují do domu Joshovy rodiny, protože v jejich domě se právě vyšetřuje úmrtí Elise. Jenže i v tomto domě se dějí divné věci. Ozývá se hra na klavír, zjevuje se děsivá postava. Nakonec se ale zjistí, že Josh je posedlý stařenou, která ho už v dětství pronásledovala a která začne ohrožovat celou rodinu. Nakonec ale Joshův syn Dalton jde za svým skutečným otcem, který je uvězněn v astrálním světě a pomůže mu vrátit se do jeho těla. Na konci filmu na tuto schopnost Josh i Dalton zapomenou.